# بومانت (تگزاس)
بومانت (به انگلیسی: Beaumont) شهری است در ایالت تگزاس از کشور ایالات متحده آمریکا.
این شهر در نزدیکی مرز لوئیزیانا قرار دارد، و در سال ۲۰۰۸ توسط توفند آیک درهم نوردیده شد.

## نگارخانه

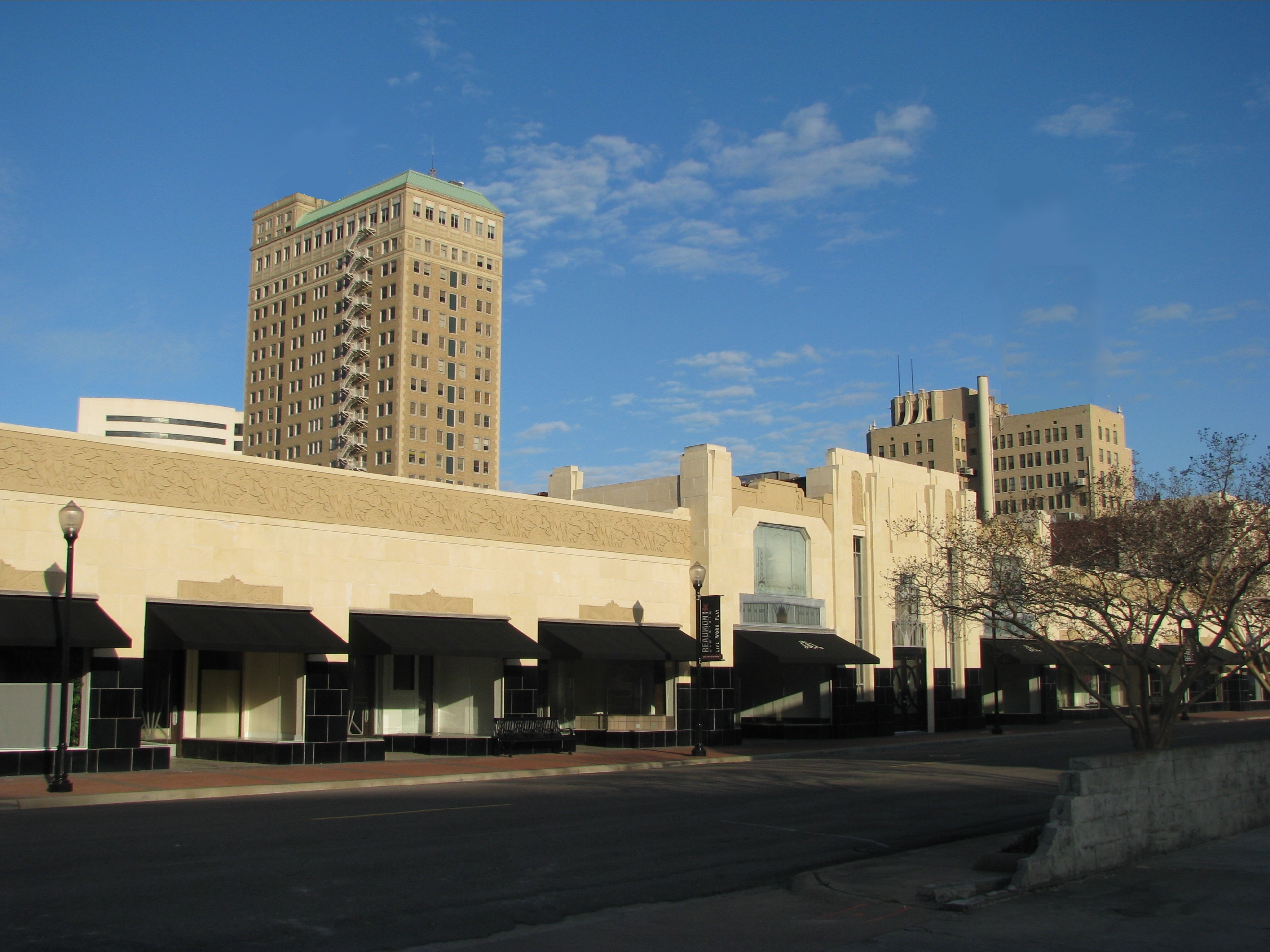
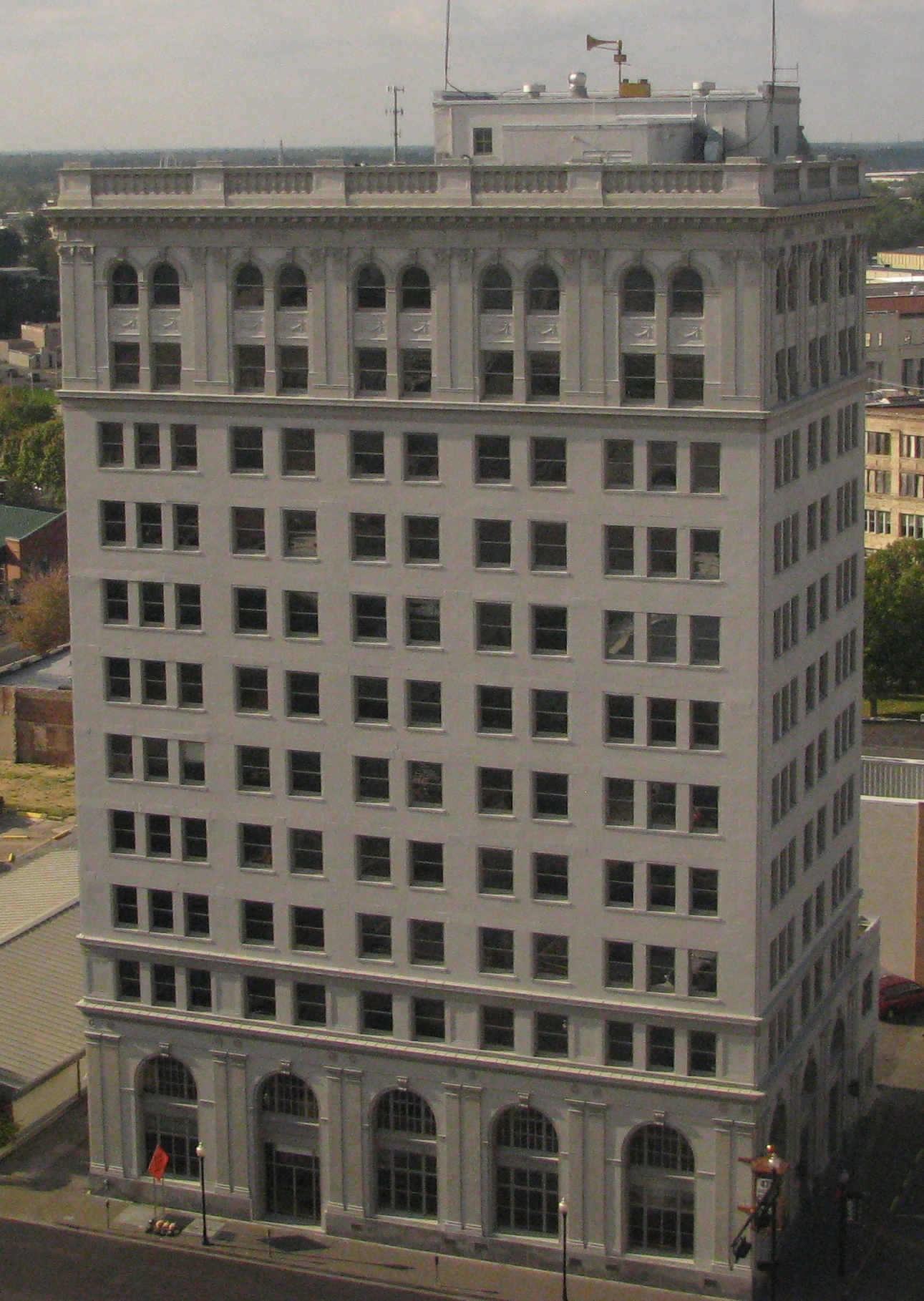
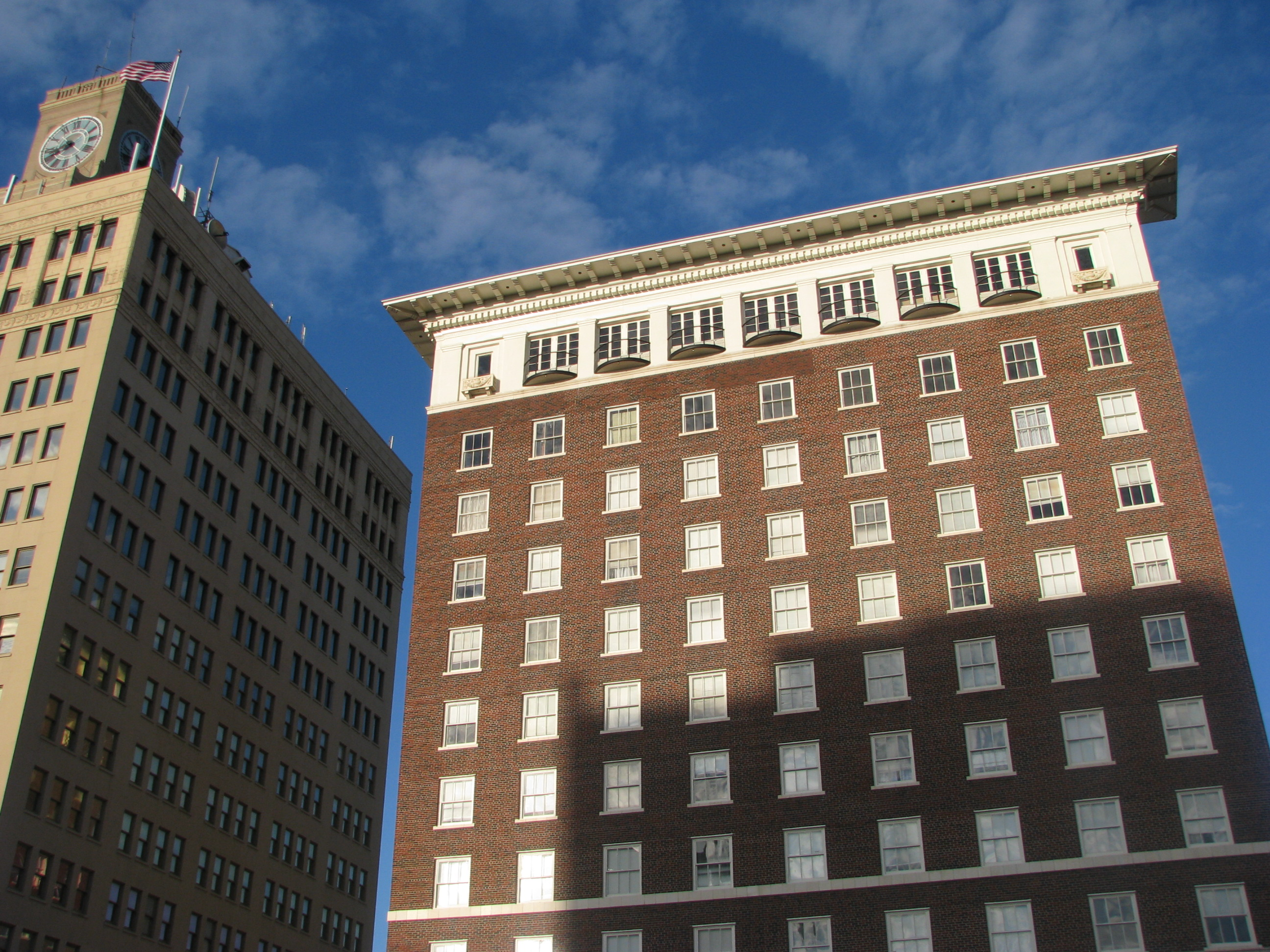
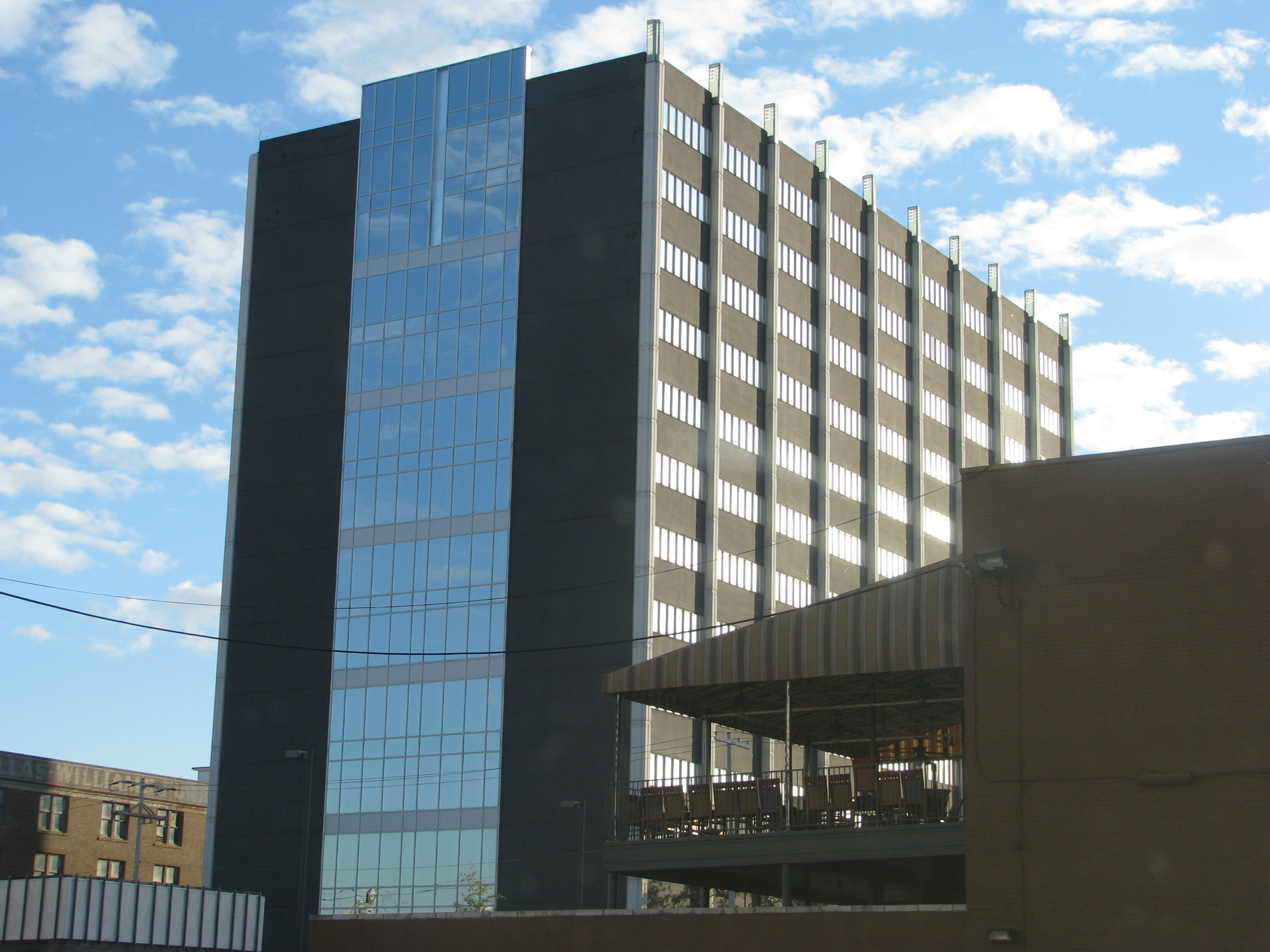
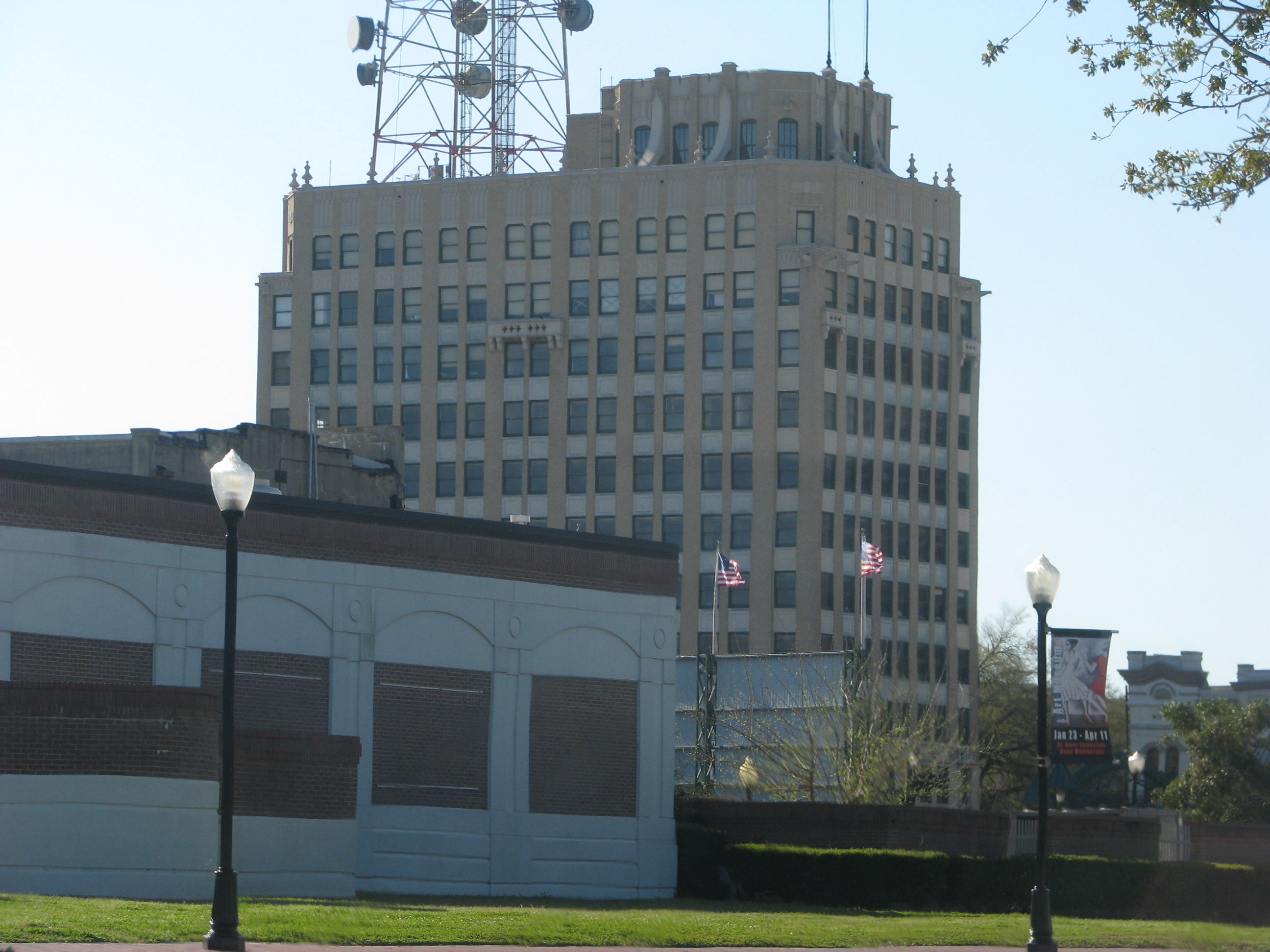
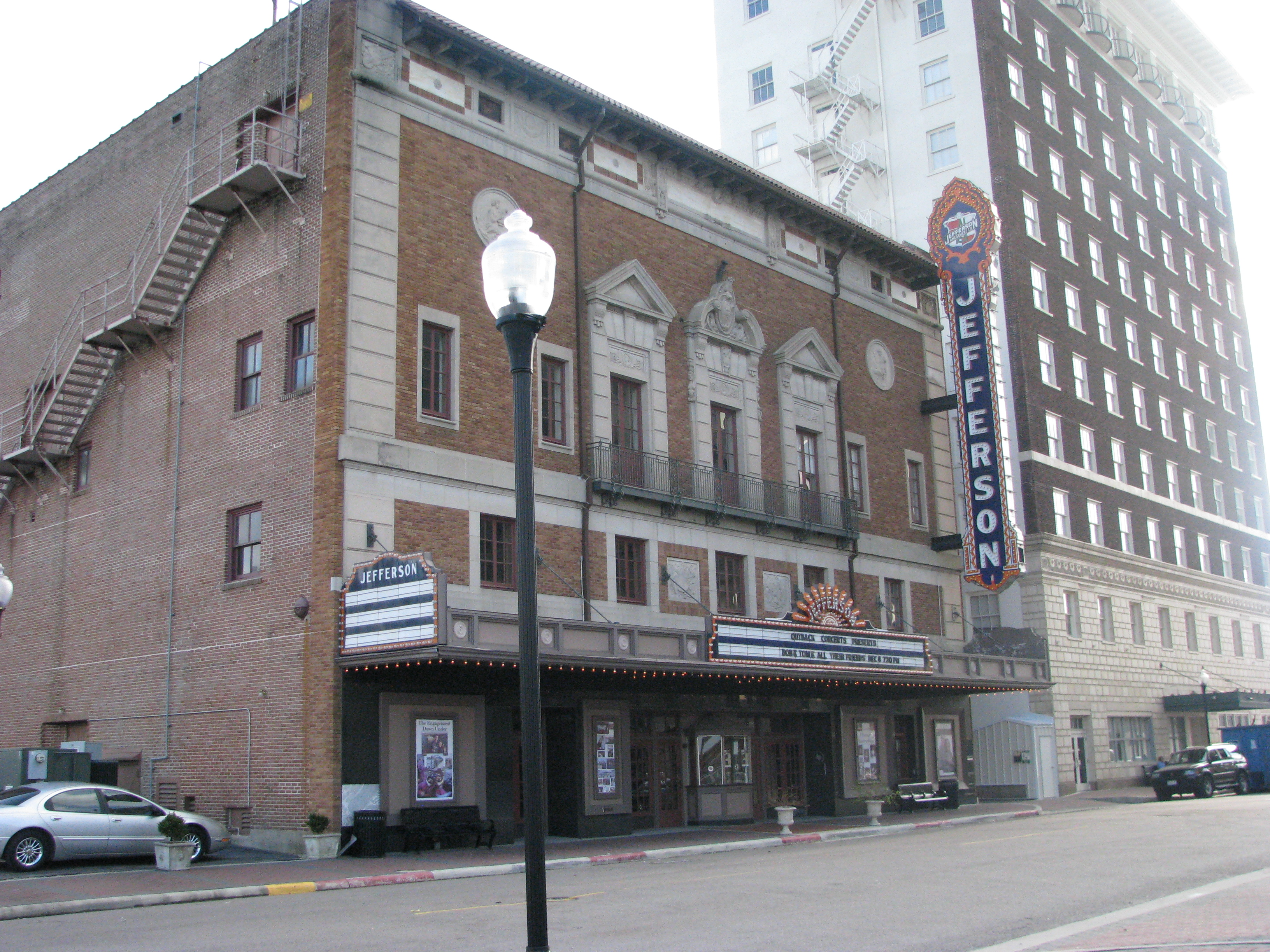
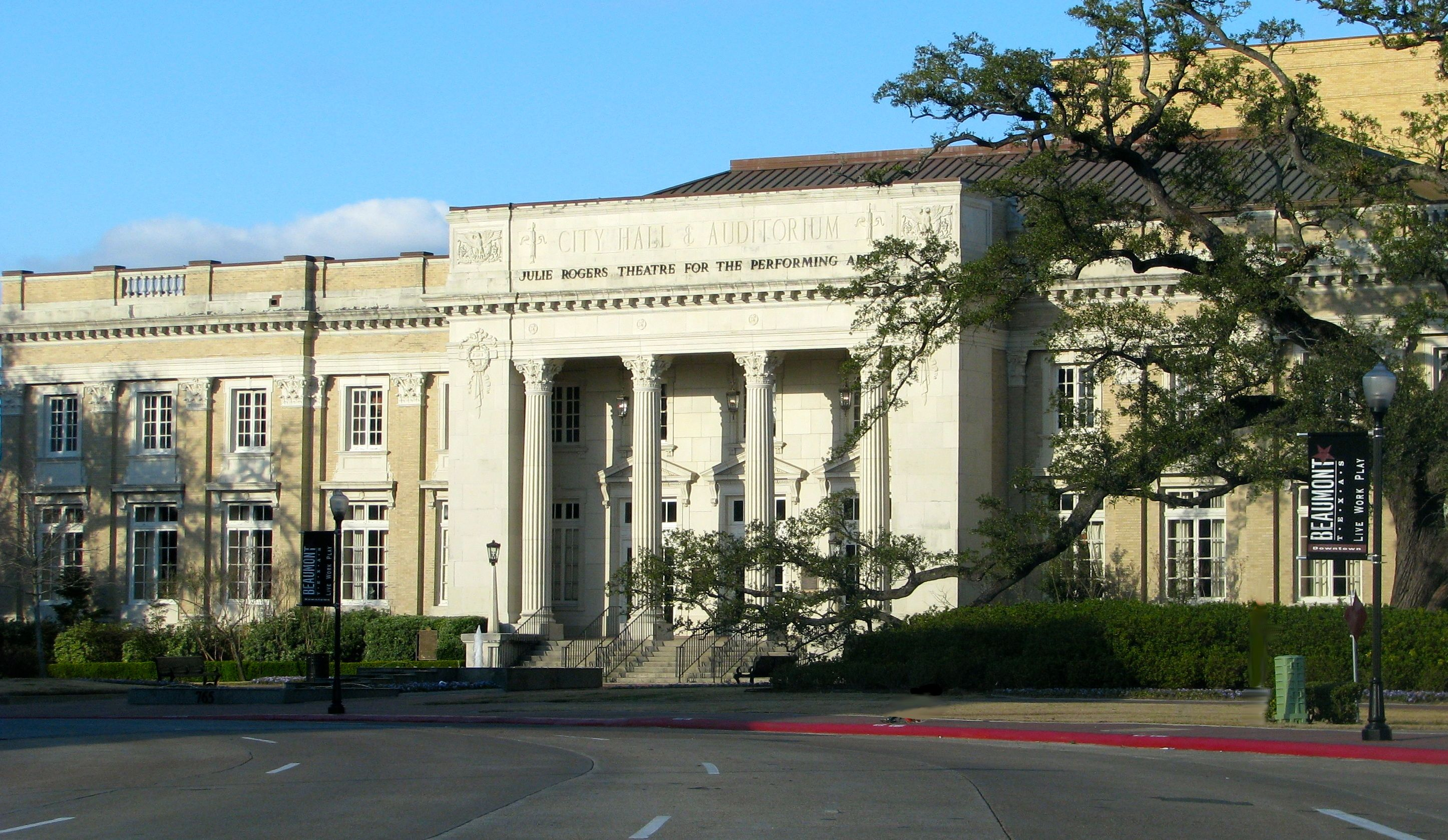
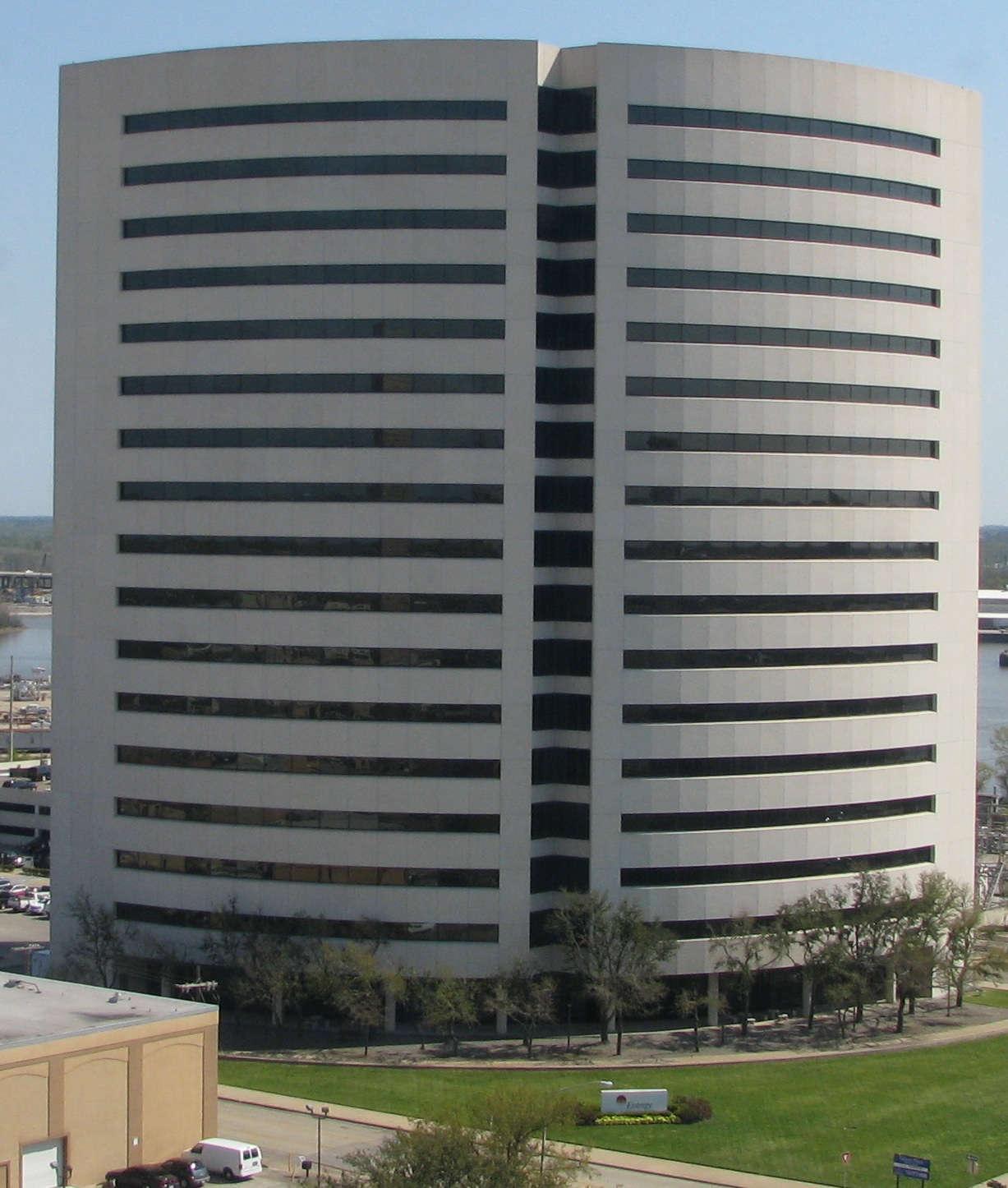
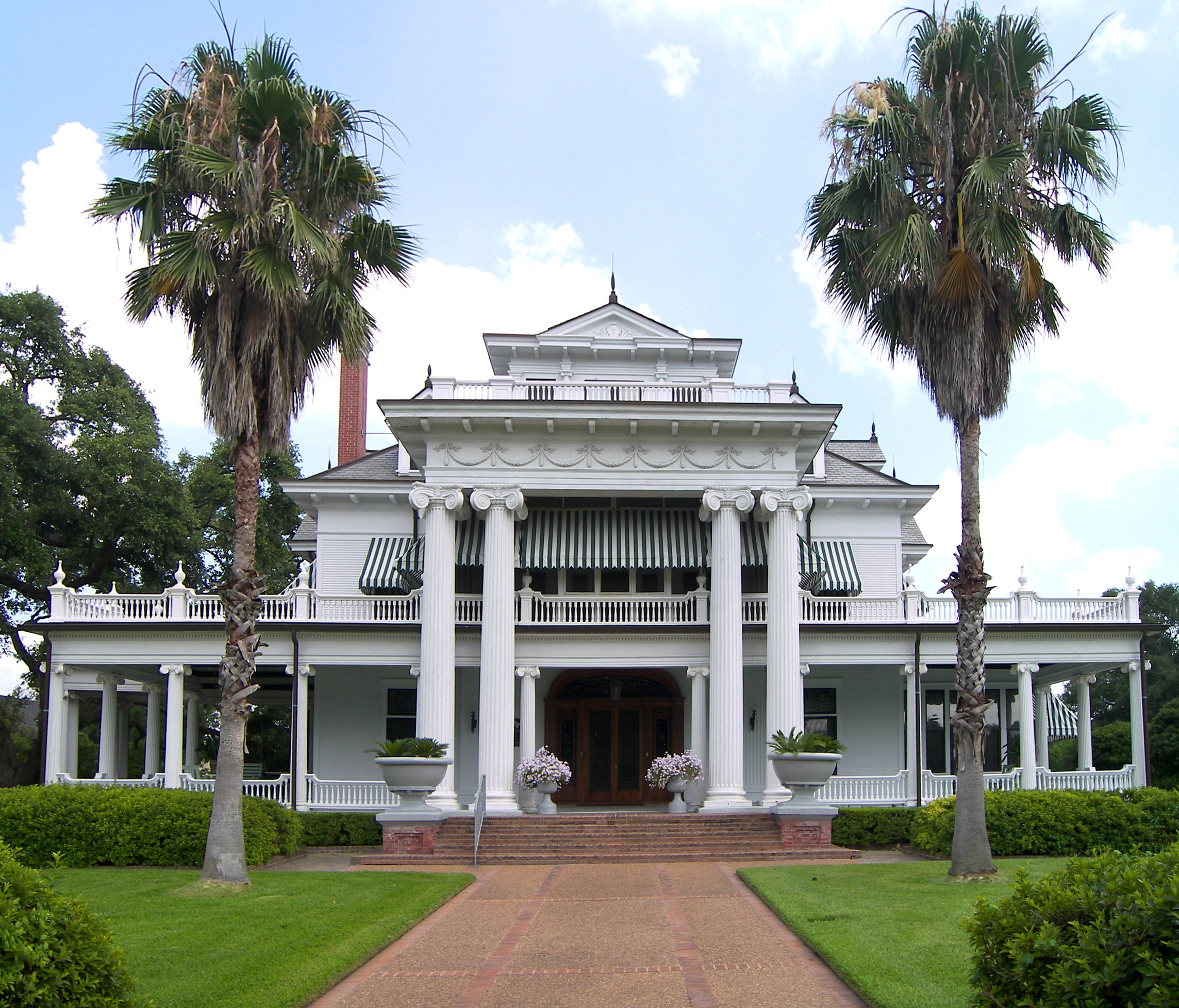
ساختمان مک‌فدن وارد، از بناهای سنتی شهر

## وبگاه‌ها
- مرکز گردشگری بومانت